# Calheta do Lagador
A Calheta do Lagador é uma estreita calheta localizado numa reentrância da costa da freguesia dos Biscoitos (antiga povoação baleeira), concelho da Praia da Vitória, na costa norte da ilha Terceira.

## Descrição
O acesso a esta calheta é feito pela costa através de plataformas existentes no local para esse efeito.
Trata-se de um local abrigado e de baixa profundidade. Um local ideal para mergulho de escafandro dada a profundidade aumentar rapidamente com o afastamento da costa.
Apresenta uma profundidade média de 12 metros, que aumenta rapidamente com um fundo formado por pedras de calhau rolado e rocha solta.
As principais espécies observada nas duas águas são: a Bicuda, o Mero, o Polvo, o Lírio, a Moreia-preta, o Sargo, e Congro, entre muitas outras espécies existentes nos mares dos Açores.

## Fauna e flora característica
A Fauna dominante deste baixa são as Salemas (Sarpa salpa), as Vejas (Spansoma cretense), o Peixes-balão (Sphoeroldes marmoratus), o Peixes-rei (Coris julis), o Ouriço-do-mar-negro (Arbacia lixula), o Chicharro (Trachurus picturatus) a Garoupa (serranídeos), sendo assim esta formação dotada de uma riqueza biológica bastante grande.
Além das espécies mencionadas é ainda possível encontrar-se toda uma enorme variedade de fauna e flora marinha em que convivem cerca de 87 espécies diferentes, sendo que é  9.3 o Índice de Margalef.

## Faunaefloraobservável
- Água-viva (Pelagia noctiluca),
- Alga vermelha (Asparagopsis armata),
- Alga castanha (Dictyota dichotoma),
- Alga Roxa - (Bonnemaisonia hamifera).
- Anêmona-do-mar (Alicia mirabilis),
- Alface do mar (Ulva rigida)
- Ascídia-flor (Distaplia corolla),
- Barracuda (Sphyraena),
- Boga (Boops boops),
- Bodião (labrídeos),
- Caravela-portuguesa (Physalia physalis),
- Chicharro (Trachurus picturatus).
- Castanhetas-amarelas (Chromis limbata).
- Carangeuijo-eremita (Calcinus tubularis),
- Craca (Megabalanus azoricus).
- Estrela-do-mar (Ophidiaster ophidianus),
- Garoupa (serranídeos),
- Lapa (Docoglossa),
- Lírio (Campogramma glaycos),
- Mero (Epinephelus itajara),
- Musgo (Pterocladiella capillacea),
- Ouriço-do-mar-negro (Arbacia lixula),
- Ouriço-do-mar-roxo (Strongylocentrotus purpuratus),
- Peixe-cão (Bodianus scrofa),
- Peixe-porco (Balistes carolinensis),
- Peixe-balão (Sphoeroides marmoratus),
- Peixei-rei (Coris julis),
- Peixes-rainha (Thalassoma pavo),
- Polvo (Octopus vulgaris),
- Pomatomus saltator
- Ratão (Taeniura grabata),
- Salemas (Sarpa salpa),
- Salmonete (Mullus surmuletus),
- Solha (Bothus podas maderensis),
- Sargo (Dictyota dichotoma),
- Toninha-brava (Tursiops truncatus),
- Tartaruga-careta - (Caretta caretta),
- Vejas  (Spansoma cretense),
- Zonaria flava,